# Halieutopsis stellifera
Halieutopsis stellifera är en fiskart som först beskrevs av Smith och Lewis Radcliffe 1912.  Halieutopsis stellifera ingår i släktet Halieutopsis och familjen Ogcocephalidae. Inga underarter finns listade i Catalogue of Life.